# Allogaster geniculatus
Allogaster geniculatus é uma espécie de cerambicídeo da tribo Achrysonini, com distribuição na Costa do Marfim, Mali, Níger, República Democrática do Congo e Senegal.